# 司馬防
司马防（149年—219年），字建公，據司馬芳殘碑則又名芳，字文豫。河內郡溫縣（今河南省溫縣）人。漢安帝時征西將軍司馬鈞的曾孙，豫章郡太守司馬量之孙，潁川太守司馬儁之子，曹魏後期的權臣和西晉奠基人司馬懿的父親。

## 事蹟

### 东汉时期
司馬芳有威仪，好讀《漢書》名臣事蹟。早年在州郡任職。
熹平三年（174年），當時為尚書右丞的司马芳推荐曹操为洛阳北部尉。
初平元年（190年），董卓將漢獻帝等人遷都長安，自己則留守洛陽，時任治書御史的司馬防以為四方將亂，讓長子司馬朗帶領家族回故鄉溫縣。又遷洛阳令，京兆尹。後來以司马芳年老為由，轉拜騎都尉。
建安二十一年（216年），曹操封為魏王，邀司馬防喝酒。
建安二十四年（219年）逝世，享年七十一歲。

### 魏晋时期
魏正始三年（242年）春，朝廷為司馬防追封舞陽成侯。
晉泰始二年（266年），曾孫司馬炎建立七廟，司馬防位列其中。期间废迁又复位，直到晋孝武帝驾崩。

## 家世
司馬防有子八人，當時號稱「八達」:
1. 司马朗（伯達，171年生），東漢兗州刺史
2. 司马懿（仲達，179年生），追尊晉宣帝
3. 司马孚（叔達，180年生），西晉安平獻王
4. 司马馗（季達），曹魏魯國相、東武城戴侯，贈官太常
5. 司马恂（顯達），曹魏鴻臚丞，贈官大長秋
6. 司马进（惠達），曹魏中郎
7. 司马通（雅達），曹魏司隸從事、安城亭侯[10]
8. 司马敏（幼達）[11]

司馬防對司馬八達的管教相當嚴格，父子之間應對的態度很嚴肅。

## 碑文和爭議

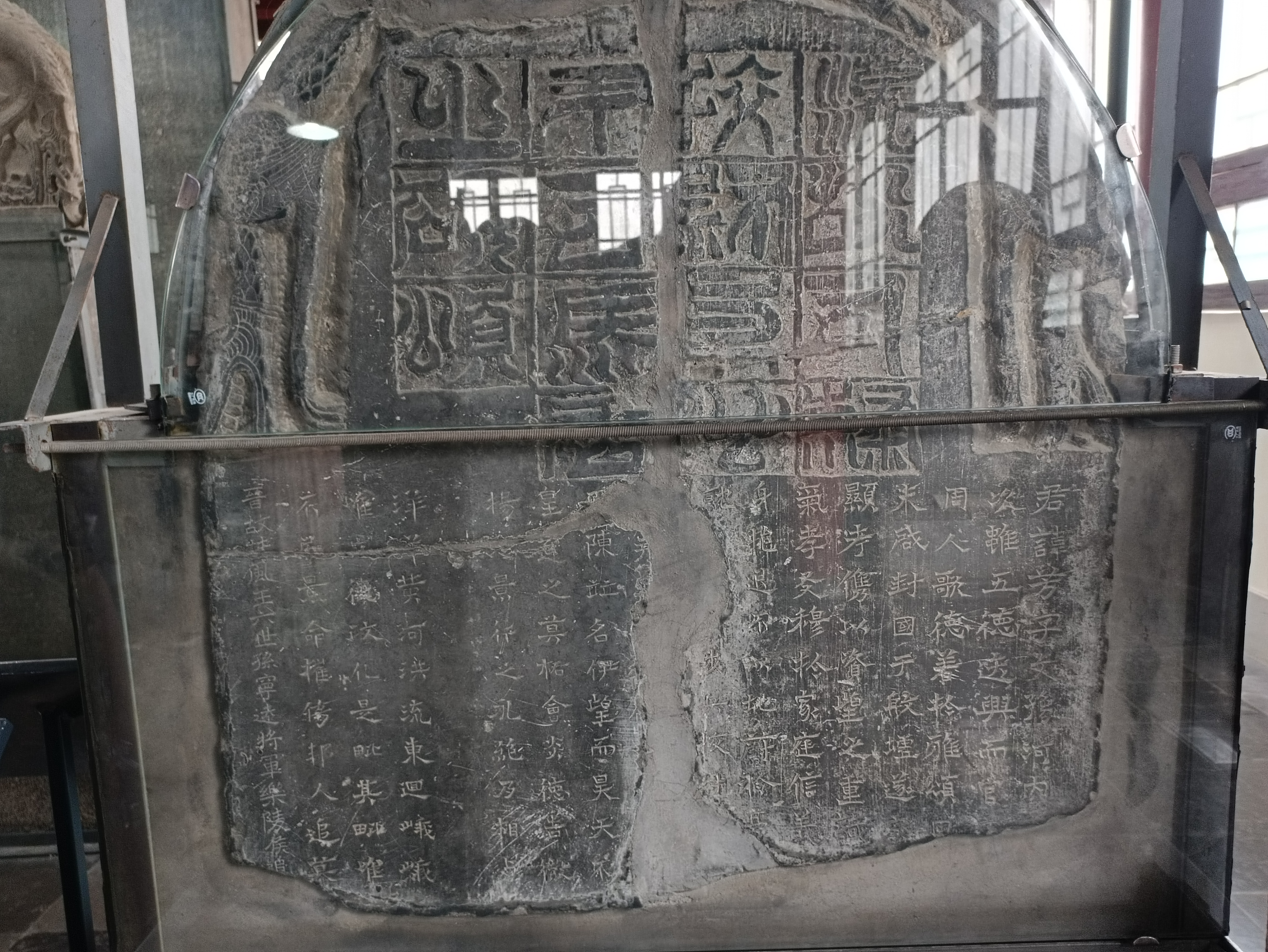
司马芳残碑

1952年西安市广济街出土司马芳残碑，高106厘米，宽98厘米，现藏于西安碑林博物馆。
由於司馬芳殘碑是魏晉司馬氏的重要考古資料，加上所載碑主司馬芳的官職、籍貫與父親名字（司馬儁）皆與史書上對司馬防的記載吻合，雖然司馬防的名和表字都與碑載不同，但「芳」和「防」形音近似，也不排除是因避諱或傳抄錯誤而令史書上的記載出現不同，故此認為司馬芳即司馬防，此亦是直至現在的主流觀點。不過仍有施蟄存認為碑乃晉時所立，應該用晉所上尊號而非漢官名，故認為司馬芳是司馬防於史傳中無載的兄弟。郭叢則依碑陰中題名的故吏主簿杜畿的生平資料推斷，其擔任司馬芳屬吏的時期，以及史料記載的東漢末京兆尹及司隸校尉的任命，認為司馬芳任司隸校尉當在漢靈帝時期，與司馬防在漢獻帝都於許縣時期並不一致，認同司馬芳及司馬防為兩人，並同意施氏認為二人為兄弟之說。而碑所立年代亦有東漢、東晉及北魏等不同說法，仇鹿鳴則認為此碑立於東漢末而於北魏由司馬氏後人司马准進行重修。

## 藝術形象

### 影視
- 電視劇《大軍師司馬懿之軍師聯盟》（2017年）：张志忠

### 動漫
- 《天子傳奇7三國驕皇》:初期以大宦[17]之名登場，在和十常侍交手時[18]被扭斷頸骨因狼顧之相而無事，後找黃承彥、司馬徽算帳時和黃承彥之徒趙雲交手並被手持的光武·雲龍槍[19]所傷而敗逃，乘呂布東征時挾劉協去洛陽尋找天劍時和曹操、劉備交手，被曹操以天劍斬殺。